# Vespa vivax
Vespa vivax (лат.) — вид шершней.

## Образ жизни
На данный момент это один из самых малоизученных видов шершней. Известно, что вид живёт в подземных гнёздах. Количество шершней иногда превышает 2000 особей. Вид интересен тем, что самцы основывают гнёзда вместе самками. Среди общественных насекомых такое встречается только у термитов.

## Распространение
Ареал: Кашмир, северная Индия (Сикким), Непал, Бутан, север Мьянмы, Центральный Китай, Тибет, Тайвань.